# Louis Le Clef
Louis Albert Marie Héliodore Le Clef (Antwerpen, 13 oktober 1840 - aldaar, 8 maart 1917) was een Belgisch notaris en politicus voor de Katholieke Partij.

## Levensloop
Louis Le Clef was de zoon van architect en ondernemer François Héliodore Leclef en Mélanie Stordiau. Hij was tevens de broer van de Belgische architect Edmond Leclef. Louis Le Clef promoveerde tot kandidaat-notaris aan de Katholieke Universiteit Leuven en werd notaris in Antwerpen.
Hij werd in 1895 katholiek senator voor het arrondissement Antwerpen in vervanging van de overleden Ferdinand Le Grelle en vervulde dit mandaat tot aan zijn dood.